# بایاندی نابییری
بایاندی نابییری شهری در شهرستان رامونگو در استان بولکیمده در بورکینافاسوی غربی مرکزی است جمعیت آن ۱۰۴۱ نفر است.